# Trójkąt łopatkowo-obojczykowy

Trójkąt łopatkowo-obojczykowy opisany jako subclavian triangle (ang.)

Trójkąt łopatkowo-obojczykowy (łac. trigonum omoclaviculare) – w anatomii człowieka trójkąt szyjny zawierający się wewnątrz trójkąta bocznego szyi. Leży poniżej trójkąta łopatkowo-czworobocznego i wypełnia dno dołu nadobojczykowego większego.

## Ograniczenia
- górno-boczne: brzusiec dolny mięśnia łopatkowo-gnykowego (venter inf. musculi omohyoidei)
- dolne: obojczyk
- górno-przyśrodkowe: mięsień mostkowo-obojczykowo-sutkowy

Przykryty jest blaszką powierzchowną i przedtchawiczą powięzi szyi.

## Zawartość
- splot ramienny
- tętnica podobojczykowa, żyła podobojczykowa, ich gałęzie